# Agía Marína Chrysochoús

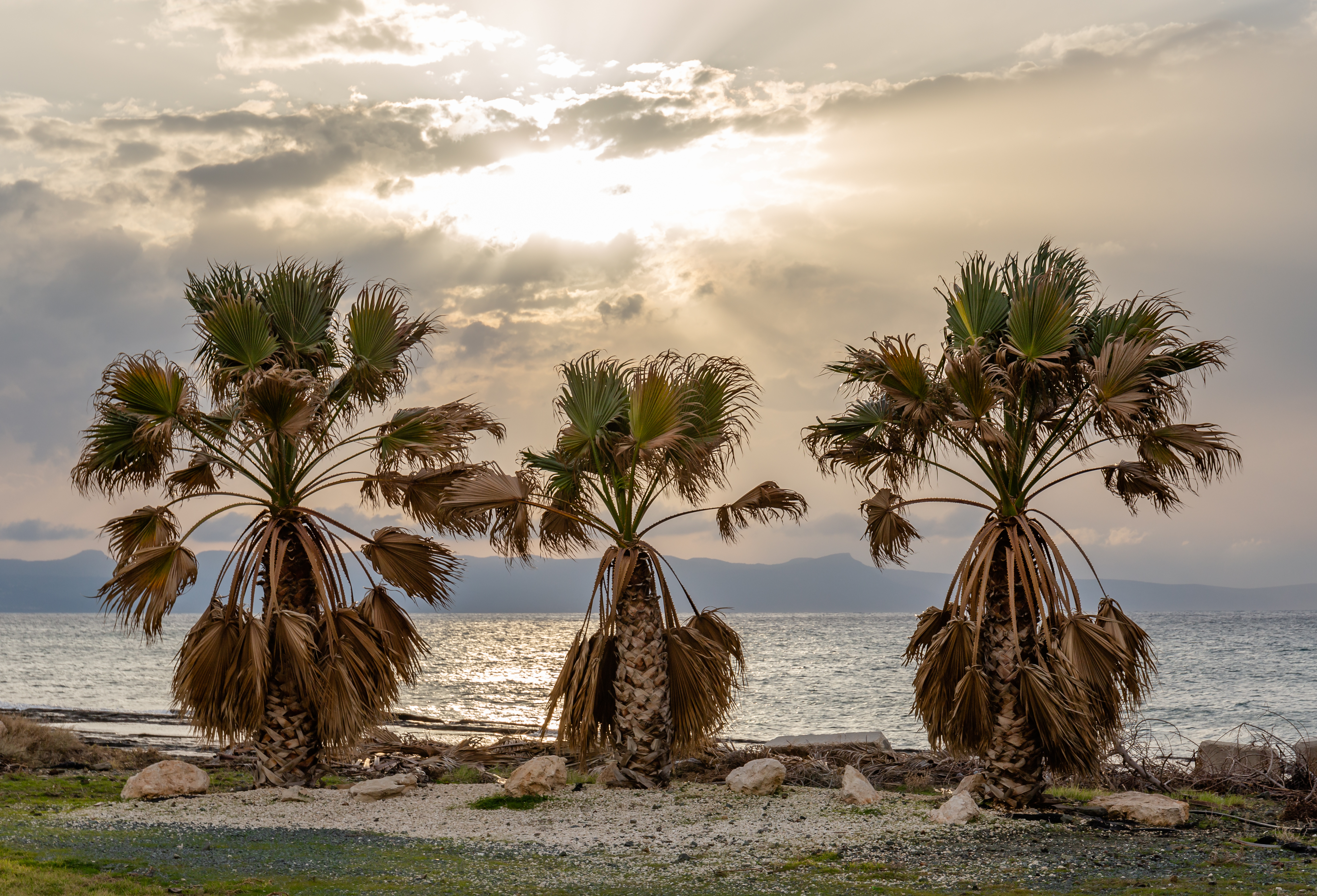
Palmiers à Agía Marína Chrysochoús. Février 2019.

Agía Marína Chrysochoús (grec moderne : Αγία Μαρίνα Χρυσοχούς) est un village de Chypre de plus de 647 habitants.